# Terra de Melide
La Terra de Melide és una comarca de Galícia situada a la província de la Corunya. Limita amb la comarca de Betanzos al nord, amb la comarca d'Arzúa a l'oest, amb A Ulloa i la comarca de Lugo a l'est. En formen part els municipis de:
- Melide
- Santiso
- Sobrado
- Toques